# Боровниця (община)
Община Боровниця (словен. Občina Borovnica) — одна з общин в центральній Словенії. Адміністративним центром є місто Боровниця.

## Населення
У 2010 році в общині проживало 3982 осіб, 2015 чоловіків і 1967 жінок. Чисельність економічно активного населення (за місцем проживання), 1802 осіб. Середня щомісячна чиста заробітна плата одного працівника (EUR), 809,60 (в середньому по Словенії 966.62). Приблизно кожен другий житель у громаді має автомобіль (52 автомобілів на 100 жителів). Середній вік жителів склав 40,6 роки (в середньому по Словенії 41.6). 